# Lage (Dinkel)
Lage ist eine Gemeinde an der Dinkel im Landkreis Grafschaft Bentheim in Niedersachsen mit 1084 Einwohnern. Sie gehört zur Samtgemeinde Neuenhaus und liegt direkt an der Grenze zu den Niederlanden.

## Geschichte

### Ortsname
Die Grundwörter „lage, lay, loge“ deuten auf ein Gebiet hin, in dem Fruchtanbau stattgefunden hat. „-lage“ wird als „tiefe oder flache Lage, Niederung“ interpretiert. Damit ist dann meist eine tiefe, niedrige Lage, eventuell auch leicht abwärts geneigte Hanglage gemeint. Bedeutsam dafür ist ein baumloses, ebenes und für die Kultur passendes Ackerland. Im Friesischen wird der Ortsnamen oft im Sinne von Dorf verwendet. Im nordemsländischen-ostfriesischen wurde dazu „loug“ gesagt.
Der Zusatzname Herrlichkeit Lage verweist auf die Zeit zwischen dem Ende des Dreißigjährigen Krieges und dem Jahr 1803, in der Lage ein selbstständiger Kleinstaat mit eigener Gerichtsbarkeit war.

### Eingemeindung
Am 1. April 1929 wurde die Gemeinde Brecklenkamp eingemeindet.

## Politik

### Gemeinderat
Der Gemeinderat aus Lage setzt sich aus elf Ratsfrauen und -herren zusammen. Die Ratsmitglieder werden durch eine Kommunalwahl für jeweils fünf Jahre gewählt. Die aktuelle Amtszeit begann am 1. November 2021 und endet am 31. Oktober 2026.
| Politik                       | 2021 | 2016 | 2011 |
| ----------------------------- | ---- | ---- | ---- |
| Wählergemeinschaft Lage (WGL) | 11   | 11   | 11   |

### Bürgermeister
Derzeitiger Bürgermeister Lages ist Ludwig Hagedoorn, der im September 2021 gewählt wurde. Henni Nyhuis war von 1996 bis 2011 Bürgermeisterin, Hindrik Bosch war von 2016 bis 2021 Bürgermeister.

## Kultur und Sehenswürdigkeiten

### Bauwerke
Besondere Sehenswürdigkeiten sind die im Jahr 1687 erbaute Kirche, die Wassermühle (1270 erbaut), die Burgruine (1183 erstmals urkundlich erwähnt, 1324–1326 und 1626 zerstört), das Herrenhaus (1686 erbaut) sowie die historische Eichenallee mit den alten Häusern der Angestellten des Herrenhauses.

#### Burg
1183 erfolgte die erste urkundliche Erwähnung der Burg zu Lage und eines Hermann von Lage, der zwischen 1173 und 1183 Domherr zu Münster war. In den Jahren 1324 bis 1326 kam es zur Zerstörung der Burg während der Geldern‘schen Fehde unter Bischof Ludwig von Münster. Von 1329 bis 1330 baute der Utrechter Bischof Johann IV. von Arkel die Burg wieder auf. 1380 überfiel Bischof Florenz von Wevelinghoven die Burg Lage, die dabei weitgehend zerstört wurde. 1439–1447 erfolgte ein erneuter Wiederaufbau der Burg durch Bischof Rudolf von Diepholz. 1592 entstand ein Neubau der kastellartigen Burg mit Hauskapelle durch den Lehnsherrn Dietrich von Ketteler. 1626 wurde das von spanischen Truppen besetzte Renaissance-Kastell im Spanisch-Niederländischen Krieg von den Niederländern unter der Führung von Ernst Casimir von Nassau zerstört und ist seitdem nicht wieder aufgebaut worden.

#### Herrenhaus
Das Herrenhaus wurde 1686 von Amadea von Flodroff (auch: Flodrop, Vlodrop), Witwe von Adolf Heinrich Baron von Raesfeld, Herr in Lage und Twickelo, als Witwensitz in klassizistisch-niederländischem Stil erbaut. 1762 wurden die nach Osten vorgelagerten Seitenflügel angebaut.

#### Wassermühle
Die Wassermühle in Lage wurde im Jahr 1270 erstmals urkundlich erwähnt, ebenso ist in einem Pfändungsvertrag aus dem Jahr 1377 die Rede von einer Mühle. Im heutigen Erscheinungsbild zeigt sich die Mühle seit dem späten 17. Jahrhundert. Charakteristisch sind die beiden unterschlächtigen Wasserräder, von denen ein Korn- und ein Ölmahlgang angetrieben wurden. Nach dem Tod des letzten Müllers im Jahre 1957 stand die Mühle jahrelang leer. Als das Gebäude zu verfallen drohte, begann man 1962 mit den notwendigen Sicherungsarbeiten. In den Jahren bis 1976 folgte auch die Instandsetzung der Mühlentechnik, so dass die Mühle heute an ausgewählten Tagen in Betrieb vorgeführt werden kann. In der ehemaligen Müllerwohnung wurde nach der Restaurierung eine Teestube eingerichtet.

#### Kirche
Am 11. Juni 1687 legte Amadea von Flodroff den Grundstein zum Bau der Kirche in Lage. Die Inschrift über dem Westeingang ist in holländischer Sprache verfasst. Sie erinnert an die Grundsteinlegung: ANNO 1687 DEN 11 JUNII IS DEN EERSTEN STEEN GELECHT AN DEESE KEERCHE DOOR VROU AMADEA VAN FLODROFF WEDUWE VAN RAESFELT.
Drei Jahre später stiftete Amadea auch die erste Schule von Lage.

#### Fotogalerie

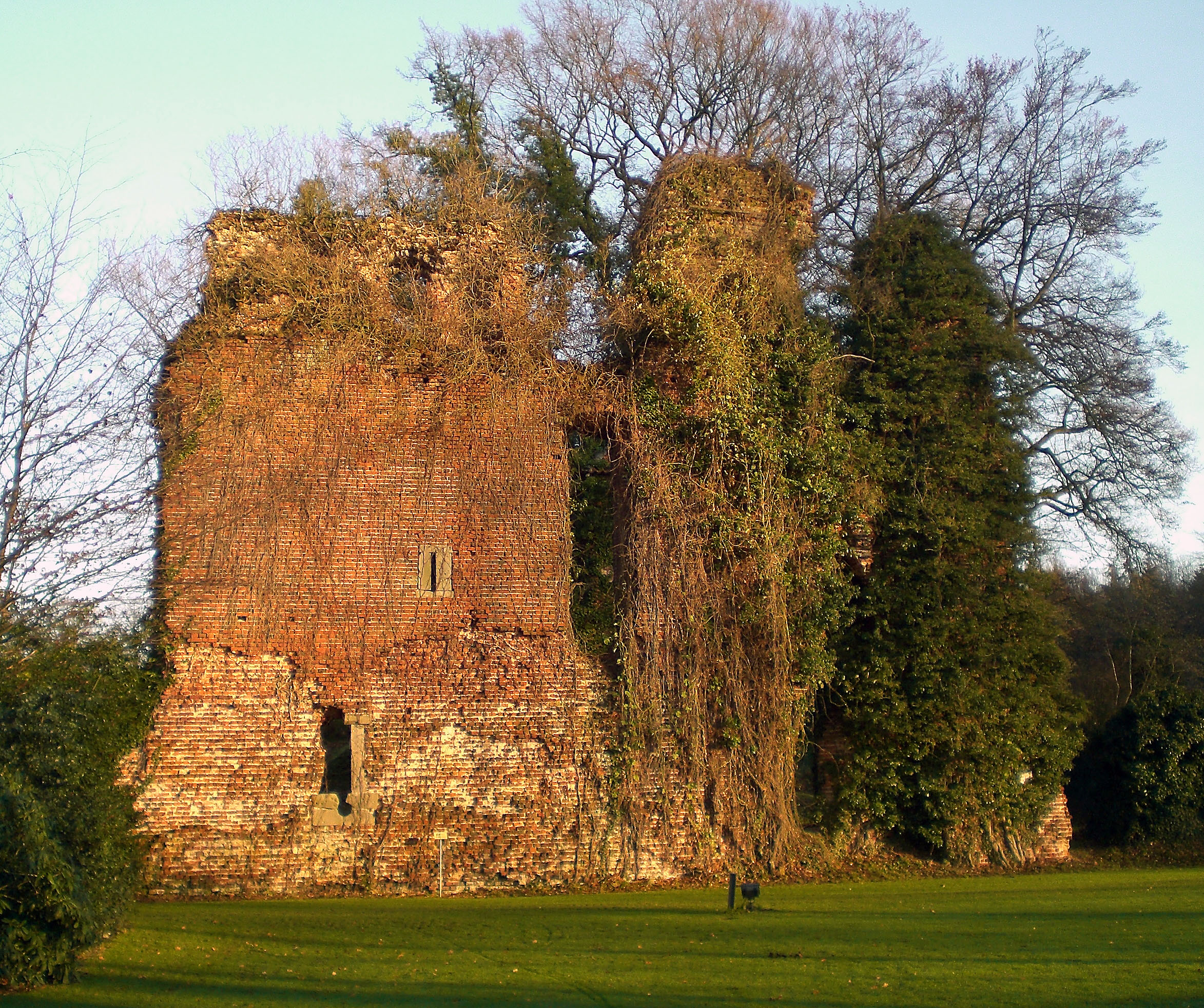
Die Burgruine in Lage
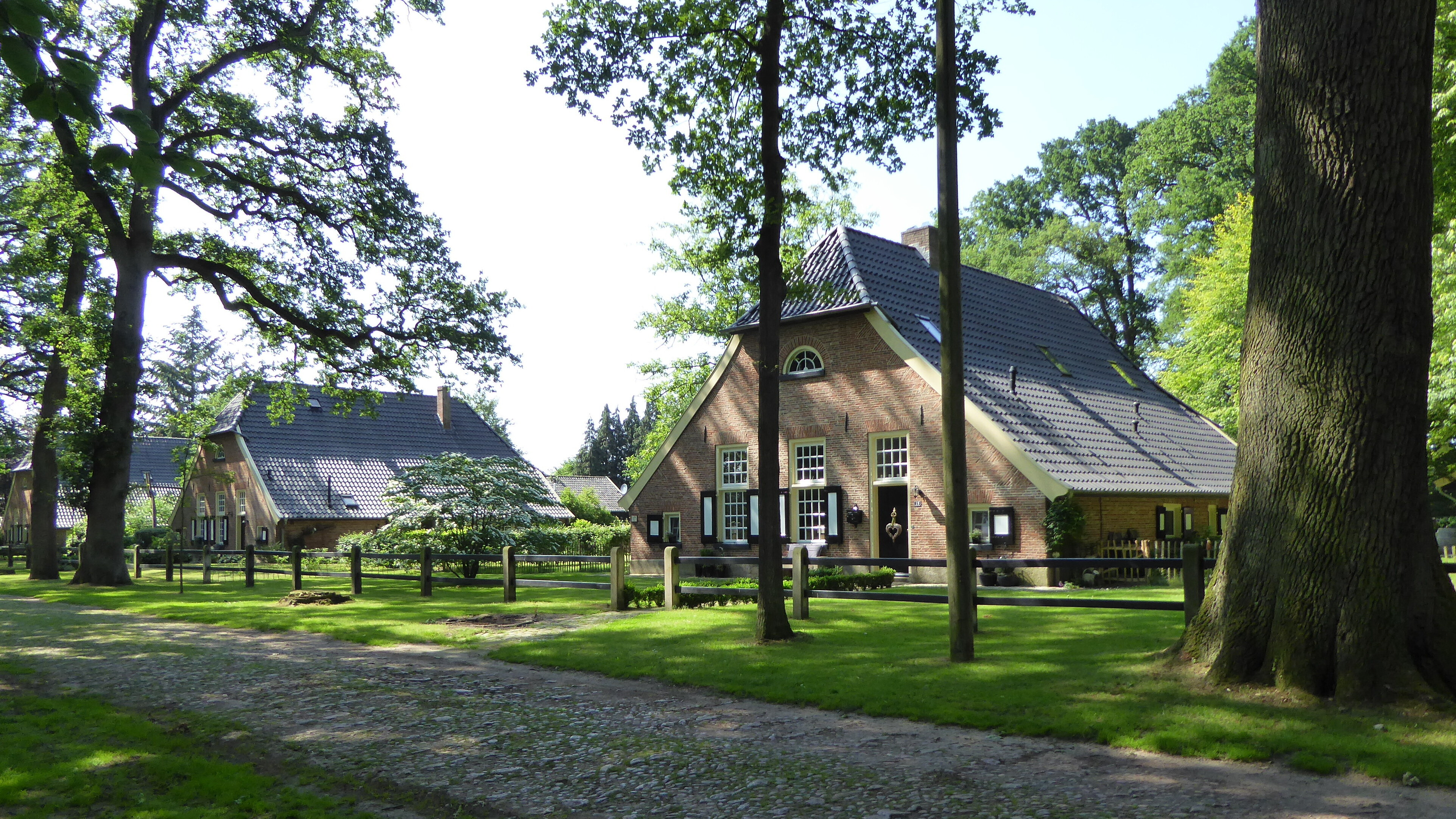
In der Eichenallee
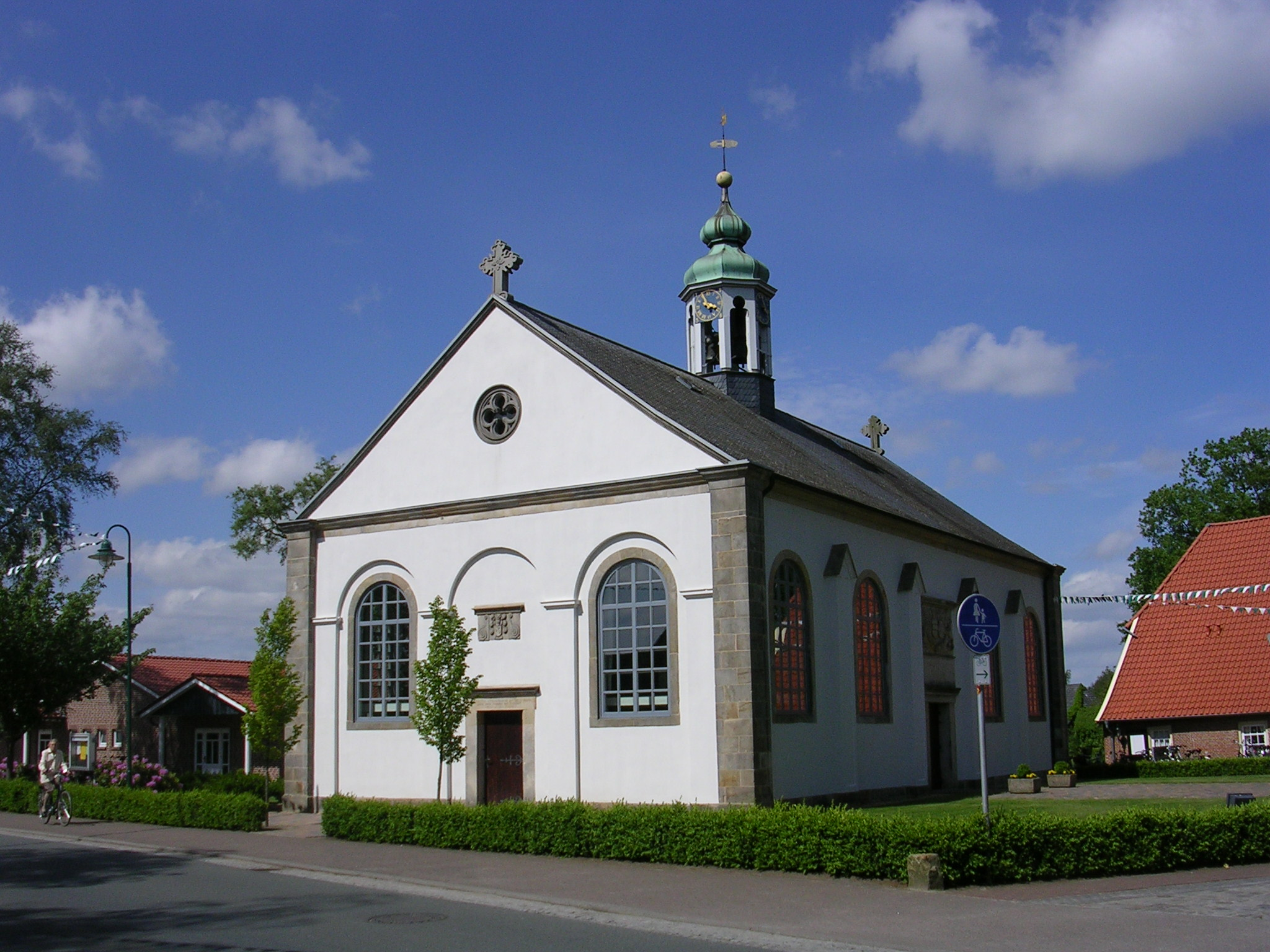
Kirche
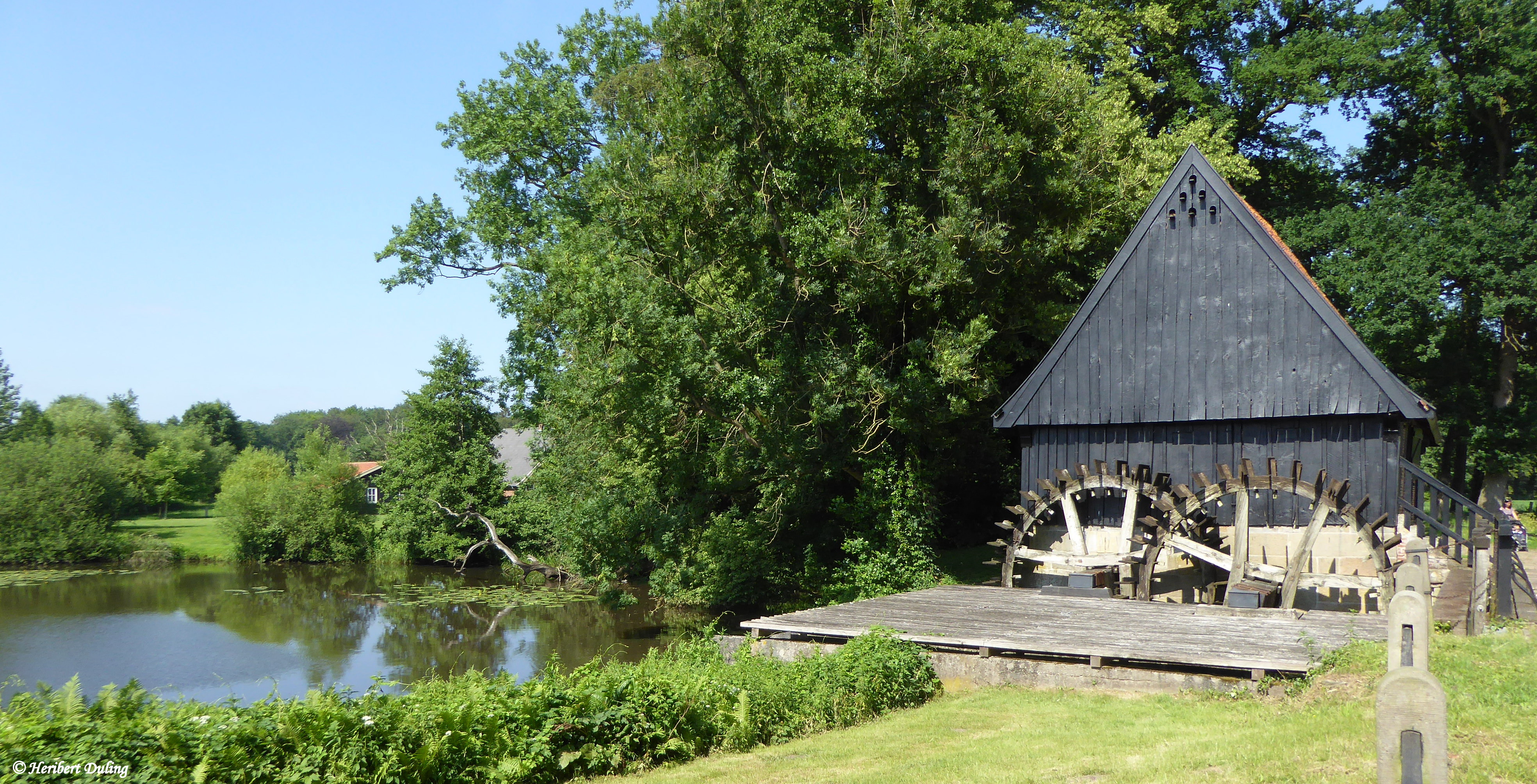
Wassermühle
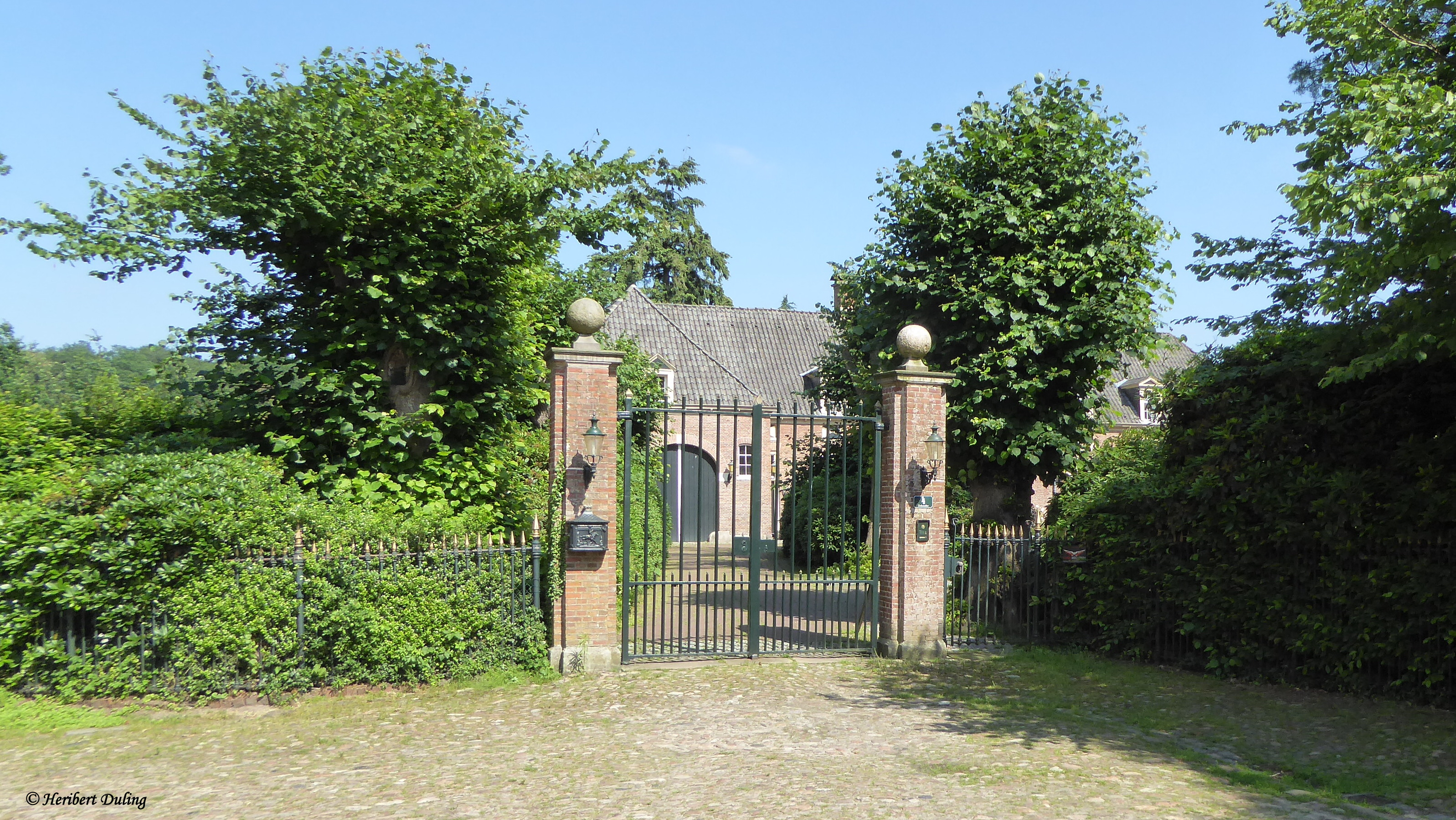
Herrenhaus

### Kunstwegen
In und um Lage befinden sich vier Stationen der deutsch-niederländischen Skulpturenroute Kunstwegen. Die Objekte der Künstler Martin Kasimir, Till Krause, Tobias Rehberger und Andreas Slominski wurden im Jahr 2000 offiziell eingeweiht.

### Sport
Der größte Verein ist der Sportverein Rot-Weiß Lage 29 e. V., der etwa 700 Mitglieder hat.

## Verkehr
Es besteht eine regelmäßige Rufbusanbindung der Verkehrsgemeinschaft Grafschaft Bentheim (VGB) nach Neuenhaus, wo es Anschlüsse an die Bahnlinie RB 56 in Richtung Nordhorn und Bad Bentheim sowie an eine Regionalbuslinie in Richtung Nordhorn gibt.